# Cimanes del Tejar (kommun)
Cimanes del Tejar är en kommun i Spanien.   Den ligger i provinsen Provincia de León och regionen Kastilien och Leon, i den nordvästra delen av landet, 300 km nordväst om huvudstaden Madrid. Antalet invånare är 804. Arean är 74 kvadratkilometer. Cimanes del Tejar gränsar till Valverde de la Virgen, Villadangos del Páramo, Santa Marina del Rey, Turcia, Carrizo de la Ribera, Llamas de la Ribera, Las Omañas, Ríoseco de Tapia och San Andrés del Rabanedo. 
Terrängen i Cimanes del Tejar är huvudsakligen platt, men norrut är den kuperad.